# Beli Gorodok
Beli Gorodok (ruso: Бе́лый Городо́к) es un asentamiento de tipo urbano de Rusia, perteneciente al raión de Kimry de la óblast de Tver. Desde 2022 no tiene autogobierno local, ya que el raión se gobierna como ókrug municipal.
En 2021, el asentamiento tenía una población de 2022 habitantes.
Se ubica unos 10 km al noreste de la capital distrital Kimry, junto a la confluencia de los ríos Jotcha y Volga.

## Historia
Se conoce la existencia de la localidad en documentos desde 1366. En su origen era una pequeña aldea vinculada a Klin y al principado de Tver, hasta que en 1375 fue conquistada por Dmitri Donskói para el principado de Moscú. En el siglo XVI pasó a ser el centro de un vólost en el uyezd de Kashin. En 1775 pasó a formar parte del uyezd de Kaliazin del virreinato de Tver. En la década de 1910 se abrió aquí una pequeña estación en la línea de ferrocarril de Kaliazin a Moscú, pero su desarrollo como poblado ferroviario fue muy limitado. En 1922, la Unión Soviética integró el área en la óblast de Moscú, hasta que en 1935 pasó a formar parte de la óblast de Kalinin. Dejó de ser una pequeña aldea a partir de 1939, cuando se abrió aquí un notable astillero fluvial que sigue actualmente siendo la base de la industria local. Adoptó estatus de asentamiento de tipo urbano en 1951.